# スワッティング
スワッティング（swatting）は、緊急通報用電話番号を悪用し、何らかの大事件が起こっているとする虚偽の通報によって対象の元に警察官などを派遣させるという悪戯である。名称はアメリカ合衆国の警察特殊部隊SWATに由来する。スワッティングを行う者は「スワッター(swatter)」と称される。
スワッティングはインターネット上での嫌がらせに端を発しており、個人的な報復や信用の毀損などを目的とした悪戯・嫌がらせとして報告書のみで処理された事例から、実際に爆発物処理班や重武装のSWATチームといった警察部隊の派遣が行われた事例、学校や企業の集団避難を促した事例なども知られている。
テロリズムの一種とされる場合もある。警察などに混乱を引き起こし、リソースを浪費させると共に業務を麻痺させた上、本来の通報に対する対応を遅らせ、さらにはテロリズムの標的とされた人物や通報者を危険に晒す可能性を高めると考えられるためである。また、虚偽の通報に応じて本格的な対応を実施した場合には自治体の税金を無駄に使わせることになる。いわゆる「晒し」とも関連し、スワッティングに用いる住所などの対象者の個人情報はしばしばインターネット上から入手される。緊急通報用電話番号への虚偽の通報は多くの国で処罰の対象とされており、アメリカでは懲役刑を課される可能性もある。

## 起源
スワッティングは緊急通報用電話番号に対する悪戯電話に端を発し、虚偽通報の手口が複雑化する中で、特に警察の対応部隊の出動を促す者が現れ始めた。「スワッティング」という言葉が示すように、実際にSWATチームの出動を促した者もいた。連邦捜査局（FBI）では2008年初頭から用語として使い始めた。2015年にはオックスフォードオンライン辞典に掲載された。

## 手口
スワッティングの実行者は、発信者番号の偽装（Caller ID spoofing）、ソーシャル・エンジニアリング、テキスト電話（TTY）、悪戯電話、回線の不正利用などの手法を様々に組み合わせて犯行に及ぶ。これにより緊急通報用電話番号のコンピューター応答システムや人間のオペレーターは、たとえ実際には数百マイル離れた都市、あるいは別の国から発信されていたとしても、実行者が主張する虚偽の発信地点を信用することになる。典型的な実行者は発信者番号を偽装して実際の身元を隠しつつ、狂言により緊急事態をでっち上げ、当局にSWATチームの出動などの対応を行わせることを目的とする。

## 対策
2018年10月、シアトル警察はスワッティングに対抗するために3つの主要なアプローチを取った。通報を受け派遣する者に、スワッティングの可能性がある通報を特定するための教育を行うこと、対応する警官にデマの可能性があるか確認すること、そしてジャーナリスト、有名人、ゲーム実況者など、自分がスワッティングの被害者になることを恐れている人々のための登録簿を作成することである。それによりこれらの人々は警察に注意情報を提供することができ、特定の住所を標的とした、スワッティングの可能性のある通報に対応する警官にも通知されることになる。
ジャーナリストのブライアン・クレブスは、警察署が緊急電話番号以外の番号で受信した電話や、テキスト電話を介して受信した電話に対応する際には、細心の注意を払うよう勧告している。これらの方法は、地域の911センターに接続できない地域外のスワッターに利用されることが多いためである。
2019年9月、シアトル警察は地域社会と警察の両方の代表者で構成される専門家のグループである「スワッティング緩和諮問委員会」を結成した。この委員会の目的は、データの収集と分析、プロトコルの形式化、より広範な認識と予防を提唱することで、スワッティングへの理解を深めることである。委員会は現在、ナヴィード・ジャマリとショーン・ウィットコム（対スワッティング・レジストリの作成者）が共同議長を務めている。

## 法的措置
- アメリカ合衆国 – 連邦刑法のもとで起訴される可能性がある。
  - 証人、被害者、情報提供者への報復を目的とした謀議（Conspiracy to retaliate against a witness, victim or informant.）[13][14]
  - アクセス機器の欺瞞を目的とした謀議および保護されたコンピュータへの不正なアクセス（Conspiracy to commit access device fraud and unauthorized access of a protected computer.）[13][15]
  - 共犯者は「司法の妨害を目的とした謀議」（conspiring to obstruct justice）について有罪とされる可能性がある[16][17]。
  - カリフォルニア州では、スワッティングの実行者は最大10,000ドルまでの出動費用を全額負担を課される可能性がある[18]。
  - 2015年11月18日、キャサリン・クラーク（英語版）下院議員が提案者となり、スワッティングを連邦犯罪と位置づけ、罰則強化を目的とした「2015年州間スワッティング偽通報法案」（Interstate Swatting Hoax Act of 2015）が提案された。これに先立つ同年1月31日夜10時頃、「銃撃犯が自宅にいる」との通報の形をとったスワッティングがクラークに対して行われた。クラークの自宅にはSWATチームではなくメルローズ警察の警察官が派遣され、虚偽通報であることを確認した後に立ち去ったという[19]。
- カナダ
  - 死を予期させる脅迫[20]
  - 警報や公共への悪戯を目的とした意図的な誤情報の流布[20]
  - 公財産への悪戯[20]
- (参考)日本
  - 消防法第四十四条において、虚偽の消防・救急の通報を行った者は三十万円以下の罰金又は拘留に処するとされる。

## 死亡に至った実例
2017年12月28日、カンザス州ウィチタで、アンドリュー・フィンチが自宅に駆け付けた警察官に狙撃され、搬送先の病院で死亡した。ウィチタ・イーグル紙によると、『コール オブ デューティ ワールドウォーII』で同じチームに所属する面識が無い2人のプレイヤーが、1.5ドルの賭けを巡って激しい口論となり、一方のプレイヤーが自宅と称する住所を伝えて挑発し、トラブルとなった相手プレイヤーが、タイラー・バリス（逮捕当時25歳）に「父親を殺して家族を人質にとっている」旨の虚偽通報をするよう指示。しかしながら挑発したプレイヤーは教え伝えた家の住所から別の住所へと既に引っ越していた。同所にはその2人と関係がないフィンチと母親が入居しており、駆けつけたSWATの指示に従わなかったとして、フィンチが犠牲者となった。バリスは「SWAuTistic」というハンドルネームで活動しているスワッティング常習者であり、Xbox Liveでは「GoredTutor36」名義を用いていたが、死亡事件翌日の2017年12月29日、虚偽通報を実行した容疑でロサンゼルス市警察に逮捕された。2019年3月29日、バリスは20年の禁固刑を言い渡された。 賭けでバリスを勧誘したゲーマーは、共謀罪と司法妨害の罪を認め、15ヶ月の懲役と2年間のビデオゲームのプレイ禁止を宣告された。また、住所を教え伝えて挑発したゲーマーも共謀罪等4つの罪状による起訴が決定した一方、フィンチを射殺した警察官に対しては「瞬時に決断を迫られる事態上、やむを得ない状況であった」として不起訴が決定した。

## その他のケース
2013年には、ショーン・コムズをはじめとする多くのアメリカのセレブがスワッティングの被害者となった。 過去には、アシュトン・カッチャー、トム・クルーズ、クリス・ブラウン、マイリー・サイラス、イギー・アゼリア、ジェイソン・デルーロ、スヌープ・ドッグ、ジャスティン・ビーバー、クリント・イーストウッドの自宅でスワッティング事件が起きている。